# Regimentul 41/71 Infanterie (1916-1918)
Regimentul 41/71 Infanterie  a fost o unitate de nivel tactic de rezervă constituită la începutul anului 1917, prin contopirea Regimentului 41 Infanterie și Regimentului 71 Infanterie. 
În timpul campaniei din anul 1916 cele două regimente au făcut parte din Brigada 22 Infanterie. Ca urmare a pierderilor suferite, în cadrul procesului de reorganizare a armatei de la începutul anului 1917, s-a decis contopirea celor două unități într-un singur regiment și păstrarea acestuia în organica Brigăzii 21 Infanterie, alături de Regimentul 57/58 Infanterie.

## Campania anului 1917
În campania din anul 1917, Regimentul 41/71 Infanterie  a participat la acțiunile militare în dispozitivul de luptă al Diviziei 11 Infanterie, luând parte la Bătălia de la Mărășești. În această campanie, regimentul a fost comandat de locotenent-colonelul Scarlat Constantinov.:p. 49